# Kasbah của Algiers
Kasbah (tiếng Ả Rập: قصبة, qaṣba, có nghĩa là thành lũy) là một pháo đài nằm tại Algiers, Algérie. Kasbah của Algiers được UNESCO công nhận là Di sản thế giới với những tàn tích của thành lũy cổ, nhà thờ Hồi giáo cũ và cung điện theo phong cách Ottoman cũng như phần còn lại của cấu trúc đô thị truyền thống gắn liền với cộng đồng.

## Tên nguyên
Kasbah là đề cập đến thành lũy có tường bao quanh thành phố hoặc thị trấn ở Bắc Phi. Tên này được đưa vào trong tiếng Anh và Pháp từ cuối thế kỷ 19 (Từ điển tiếng Anh Oxford năm 1895) và thường được viết là "kasbah", nhưng cũng có thể viết là "casbah".

## Lịch sử
Kasbah của Algiers được thành lập trên tàn tích cũ của đô thị cổ Icosium. Đó là một thành phố cỡ vừa, được xây dựng trên một ngọn đồi, hướng xuống biển, chia làm hai phần phía trên cao và dưới thấp. Người ta đã tìm thấy có kiến trúc bằng gạch và các nhà thờ Hồi giáo thế kỷ 17. Một số công trình có thể kể tới Nhà thờ Hồi giáo Ketchaoua được xây dựng vào năm 1794 bởi Dey Baba Hassan có hai tháp giáo đường cao vút. Djama’a al-Djedid hay Nhà thờ Hồi giáo mới được xây dựng từ năm 1660. Djamaâ el Kebir (Đại Giáo đường Algiers) là nhà thờ Hồi giáo lâu đời nhất của Algieria được xây dựng bởi Yusuf ibn Tashfin, nhà lãnh đạo của đế chế Almoravid và Nhà thờ Hồi giáo Ali Bitchin là một công trình lịch sử được xây dựng năm 1623. Kasbah cũng chứa đựng nhiều cung điện như Dar Aziza (mang kiến trúc Moorish thế kỷ 16), Dar Mustapha Pacha (cuối thế kỷ 18), cung điện Dey Hussein (cung điện thời Ottoman Algeria) và cung điện Dar Hassan Pacha (được xây dựng vào năm 1791).
Khi thực dân Pháp chiếm đóng vào năm 1839, thống đốc Pháp đã ở tại Dar Hassan Pacha. Năm 1860, Napoléon III và vợ của ông là Eugénie de Montijo đến thăm nơi này. Trước khi Pháp chiếm đóng, Kasbah có khoảng 13 Đại Giáo đường Jameh, 109 Nhà thờ Hồi giáo, 32 lăng mộ, 12 tu viện Hồi giáo, tổng cộng 166 tòa nhà tôn giáo. Tuy nhiên, phần lớn các tòa nhà tôn giáo này đã bị phá hủy trong thời gian chiếm đóng. Năm 1862, chỉ có 9 Đại Giáo đường, 19 nhà thờ Hồi giáo, 15 lăng mộ và 5 tu viện Hồi giáo. Nhiều nhà thờ Hồi giáo như Nhà thờ Hồi giáo Ketchauoua và El Barani đã được chuyển đổi thành các tòa nhà với mục đích phi Hồi giáo, chẳng hạn như doanh trại quân đội và nhà thờ.
Kasbah đóng vai trò là trung tâm trong cuộc đấu tranh giành độc lập của Algeria (1954–1962). Nó là tâm chấn của cuộc nổi dậy của Mặt trận Giải phóng Quốc gia (FLN), là nơi trú ẩn an toàn để lên kế hoạch và thực hiện các cuộc tấn công chống lại thực dân Pháp và các chính quyền thực thi pháp luật tại Algeria vào thời điểm đó. Để chống lại cuộc nổi dậy, người Pháp đã phải tập trung đặc biệt vào Kasbah.
Trong tháng 8 năm 2008, một số tòa nhà của Kasbah trong tình trạng bị xuống cấp do thiếu công tác quản lý, tu bổ. Sự bùng nổ dân số làm cho vấn đề này đặc biệt khó giải quyết vì cần phải có những biện pháp cần thiết để di chuyển những người dân sống trong khu vực. Ước tính là có khoảng từ 40.000 đến 70.000 người. Một lý do mà chính phủ muốn cải thiện tình trạng của Kasbah là vì nó là nơi ẩn náu tiềm ẩn cho bọn tội phạm và khủng bố. 

## Hình ảnh

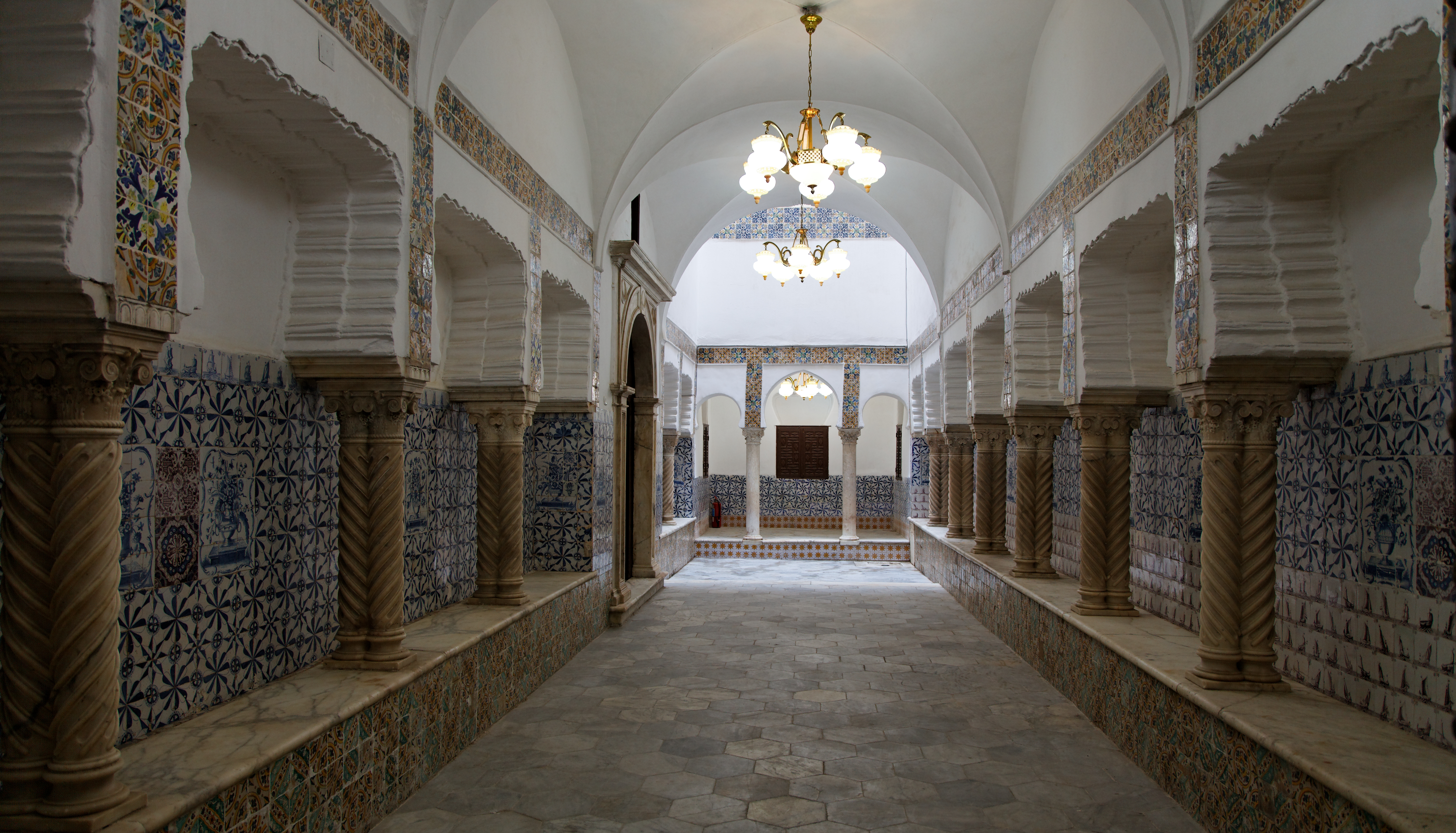
Cung điện Kasbah (Hammam)
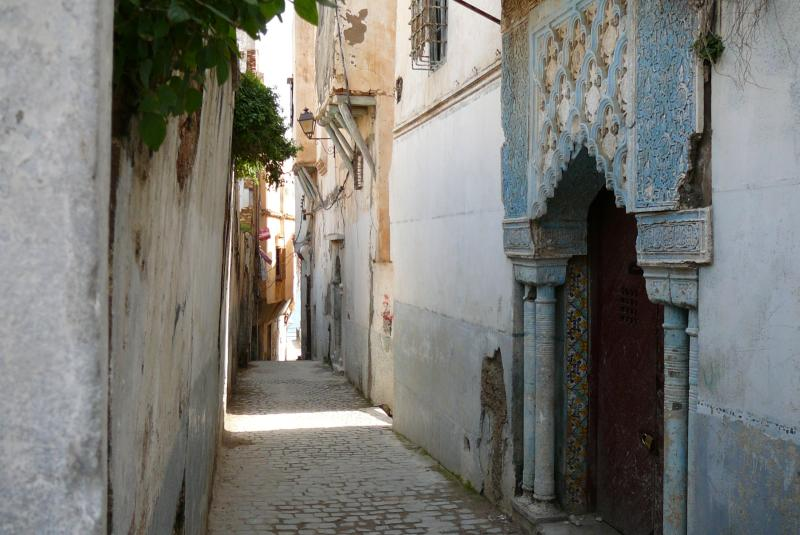
Đường phố
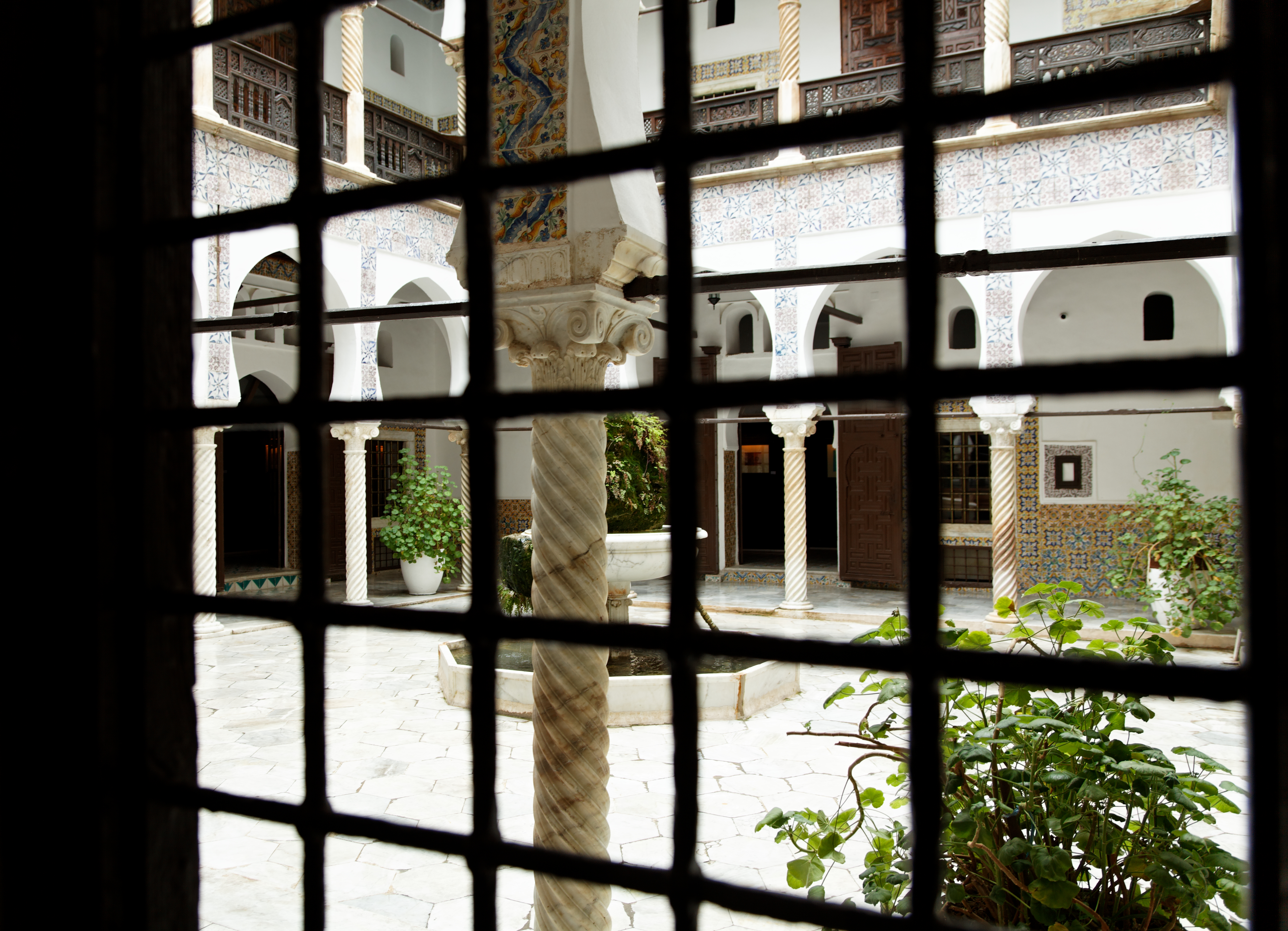
Kiến trúc bên trong một ngôi nhà của Kasbah
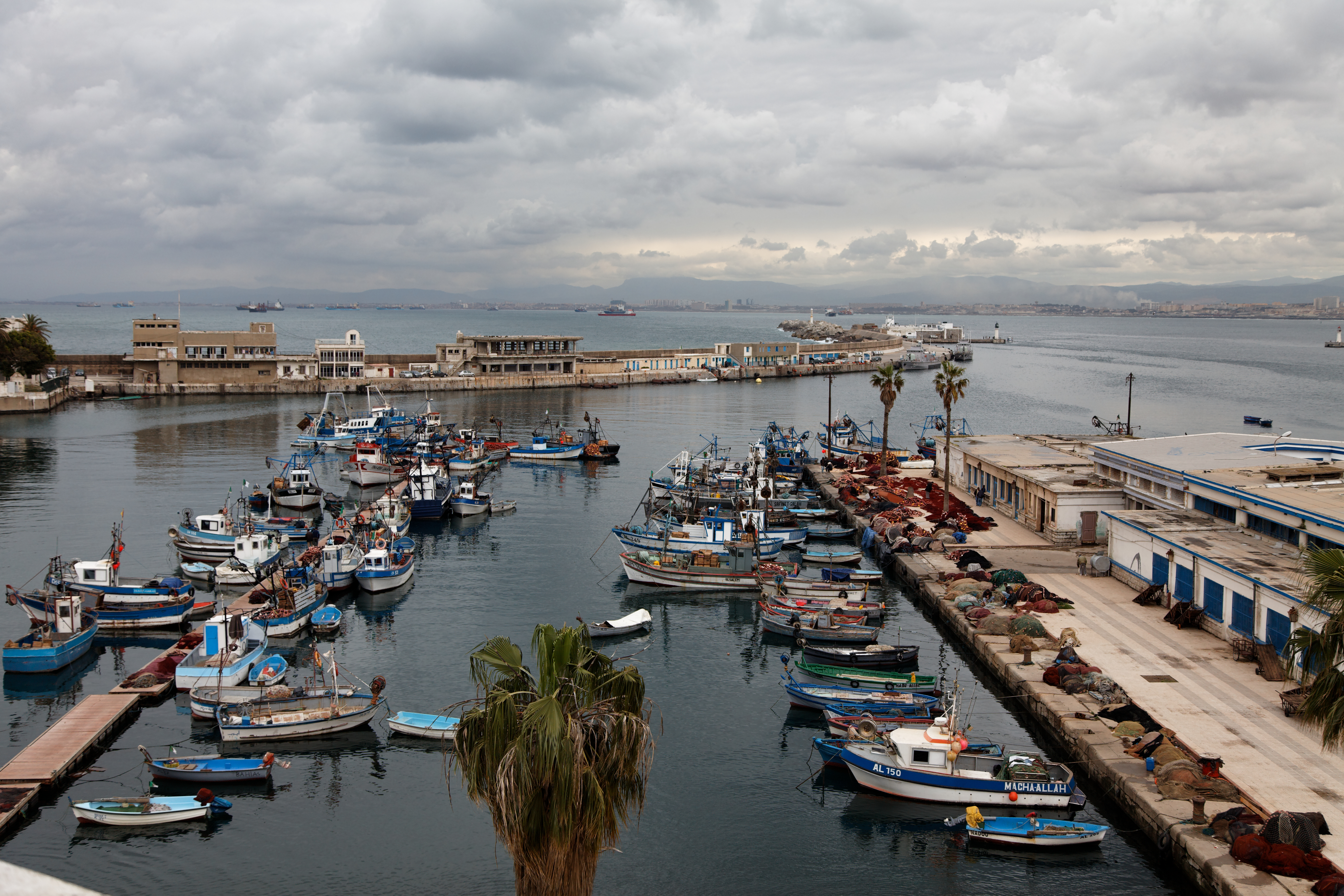
Cảng cá ở Kasbah